# 擬泥花草
擬泥花草（学名：Lindernia vitacea）为玄參科母草屬下的一个种。

## 扩展阅读
- 維基物種上的相關：擬泥花草